# Station Aeroport
Aeroport is een station van de Rodalies Barcelona en wordt bediend door spoorlijn lijn R2 Nord, een lijn waarvan het station de zuidelijke terminus is. Het station is gelegen in de gemeente El Prat de Llobregat en ligt voor de ingang van Terminal 2 van de Aeroport Josep Tarradellas Barcelona-el Prat. 
Het station ligt zo'n 300 meter van de terminal, ervan gescheiden door parkeerplaatsen.  Een overdekte loopbrug over die parking biedt ook de optie beschermd tegen de weerselementen tussen terminal en station zich te verplaatsen. Een gratis shuttlebus verbindt het treinstation en terminal 2 de klok rond met terminal 1 van de luchthaven.
Het station werd op 16 juli 1975 ingehuldigd.  De huidige terminal 2 was toen de hoofdterminal en enige terminal van de El Prat luchthaven. Oorspronkelijk was het station met de rest van het spoorwegnet verbonden met een aparte spoorlijn, zonder vertakkingen en op enkelspoor richting Barcelona Sants, enkel met een kruisingsspoor bij Casa Antúnez, met treinen elk kwartier. Vanaf 1989 werd het station onderdeel van de lijn R1 zodat ook enkele kustplaatsen ten noorden van Barcelona, waaronder Mataró, een rechtstreekse verbinding met de luchthaven kregen, het station werd bediend elke 20 minuten. In 2005 werd het station eigendom van Adif en werd het station terminus van de lijn R10 naar station Barcelona França. Sinds 31 januari 2009 en door de aanpassingen ingevolge werkzaamheden aan de hogesnelheidstrein is het station de zuidelijke terminus geworden van de lijn R2 Nord, die dit station - gemiddeld met een halfuurfrequentie - verbindt met het centrum van Barcelona en verder noordwaarts met Granollers, Sant Celoni en Massanet-Massanas.  In 2016 namen 1.667.000 passagiers hier de Rodalies-trein. Volgens de tarieven van Renfe Operadora behoort het station tot zone 4.
Op 12 februari 2016 werd onder het station een metrostation in dienst genomen, Aeroport T2.  Dit station wordt bediend door lijn L9 Sud van de Metro van Barcelona. 

## Lijnen
| Eindbestemming | Vorig station | Lijn | Volgend station      | Eindbestemming   |
| -------------- | ------------- | ---- | -------------------- | ---------------- |
| Aeroport       | Eindpunt      |      | El Prat de Llobregat | Maçanet-Massanes |